# US-amerikanische Badmintonmeisterschaft 2009
Die US-amerikanische Badmintonmeisterschaft 2009 fand vom 17. bis zum 19. April 2009 im Orange County Badminton Club in Orange, Kalifornien, statt.

## Medaillengewinner
| Disziplin    | Gold                            | Silber                          | Bronze                             |
| ------------ | ------------------------------- | ------------------------------- | ---------------------------------- |
| Herreneinzel | Howard Bach                     | Nicholas Jinadasa               | Ajit Umrani                        |
| Dameneinzel  | Lee Joo Hyun                    | Eva Lee                         | Cee Nantana Ketpura                |
| Herrendoppel | Howard Bach Khankham Malaythong | Vincent Nguy Sameera Gunatileka | Chris Hales Daniel Gouw            |
| Damendoppel  | Mona Santoso Lee Joo Hyun       | Jamie Subandhi Kuei Ya Chen     | Priscilla Lun Mesinee Mangkalakiri |
| Mixed        | Howard Bach Eva Lee             | Chandra Kowi Mona Santoso       | Halim Haryanto Grace Peng Yun      |